# Fritz Stavenhagen (Schriftsteller)

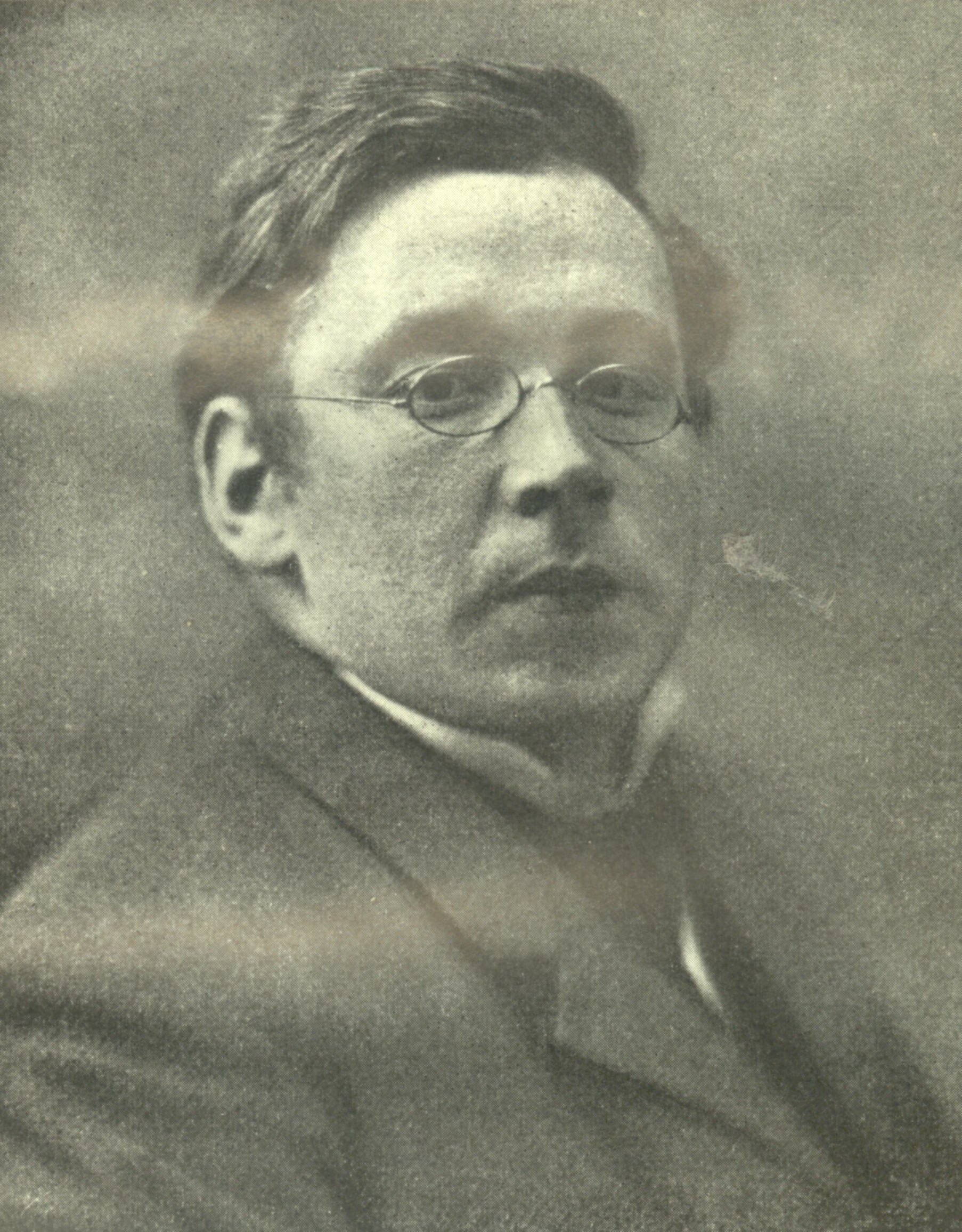
Fritz Stavenhagen

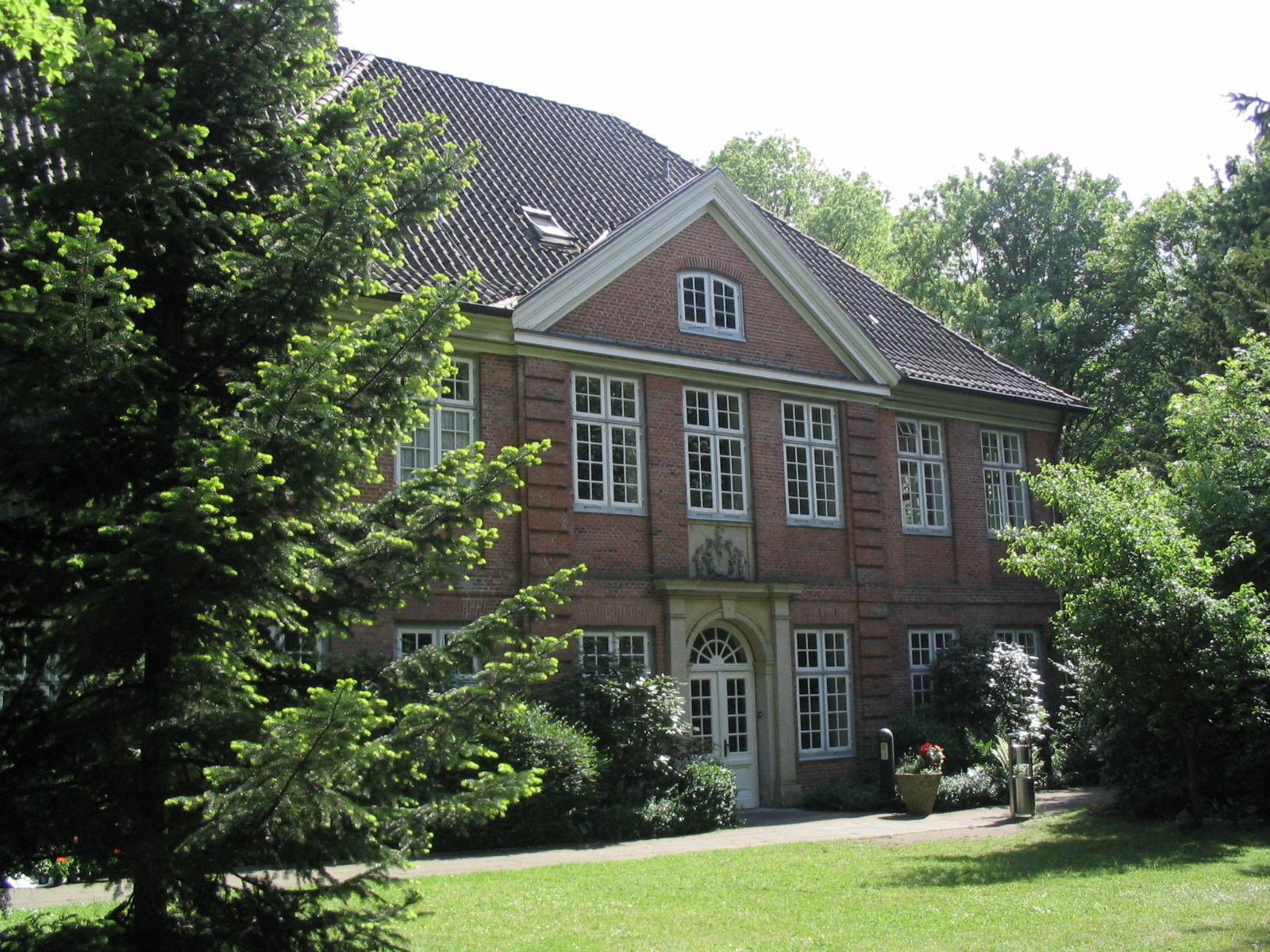
Das Stavenhagenhaus in Groß-Borstel

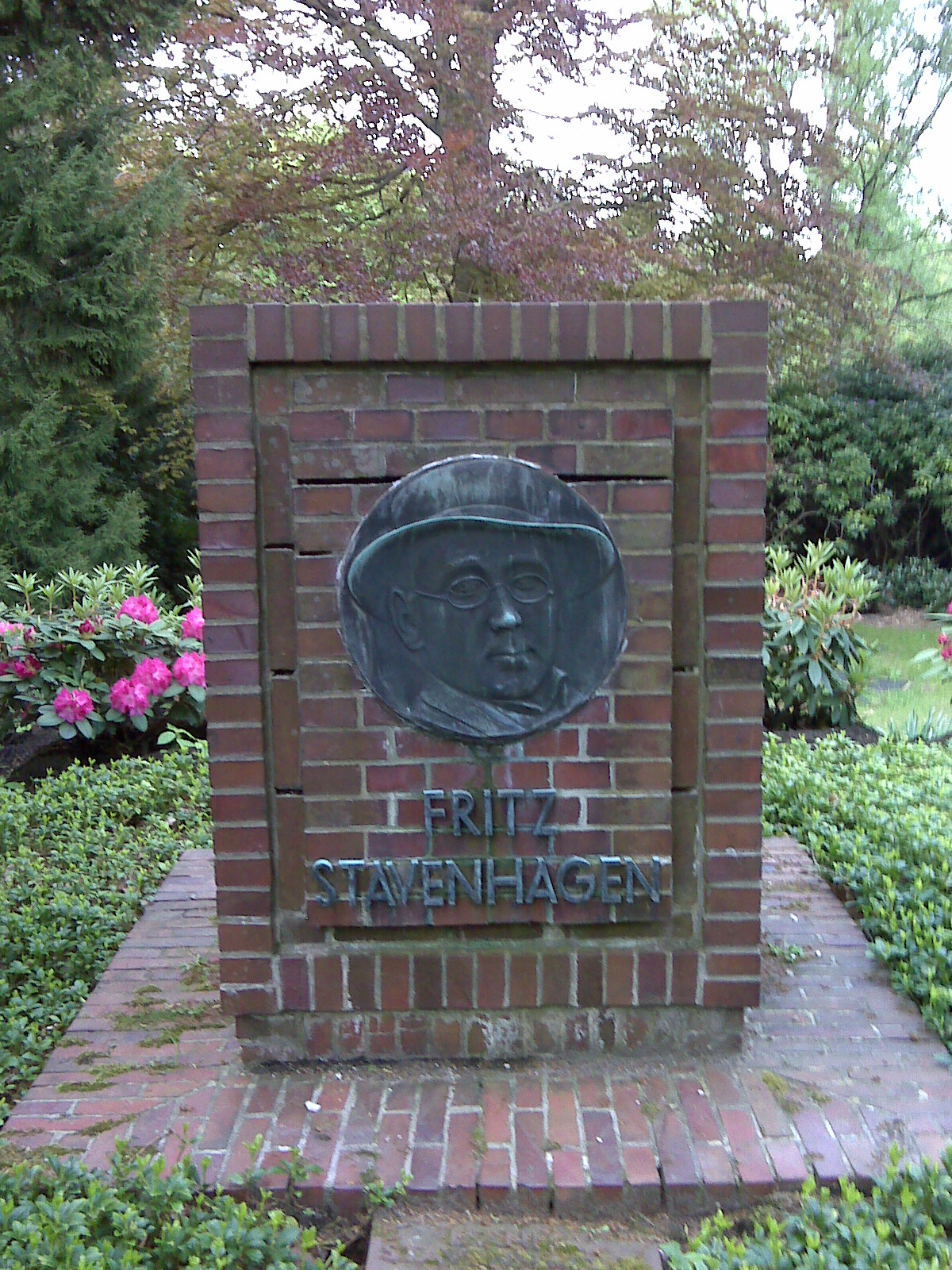
Grabmal Fritz Stavenhagen auf dem Friedhof Ohlsdorf mit dem Medaillon von Paul Hamann

Fritz Ernst August Stavenhagen (* 18. September 1876 in Hamburg; † 9. Mai 1906 bei Hamburg) war ein deutscher Dramatiker und Erzähler. Heute ist er im Wesentlichen nur noch wegen seines plattdeutsch verfassten volkstümlichen Dramas Mudder Mews bekannt.

## Leben
Fritz Stavenhagen wurde in Hamburg als Sohn eines Kutschers geboren, der aus Mecklenburg stammte, und lernte zunächst Drogist in Blankenese. In München und Berlin bildete er sich als Autodidakt weiter und konnte bald seinen Lebensunterhalt mehr schlecht als recht mit literarischen Skizzen und Erzählungen für Zeitungen bestreiten.
In Berlin wurde Stavenhagen von Otto Brahm, dem Leiter des Deutschen Theaters, gefördert, nachdem zuvor bereits die Schiller-Stiftung auf ihn aufmerksam geworden war. Mit diesen finanziellen Unterstützungen (von Brahm wurde ihm ein Jahresgehalt ausgesetzt) besserte sich die Lebenssituation Stavenhagens.
1905 wurde er Dramaturg am Berliner Schillertheater, konnte diese Tätigkeit aufgrund seines frühen Todes jedoch nicht lange ausüben. Stavenhagen starb 1906 im Alter von 29 Jahren an einem Gallenleiden und wurde auf dem Friedhof Ohlsdorf in Hamburg beigesetzt. 1926 wurde nachträglich an seinem Grab ein Grabmal errichtet, für das Paul Hamann das Medaillon schuf.
Nach dem Tod Stavenhagens setzte sich insbesondere der einflussreiche völkisch-antisemitische Literaturjournalist Adolf Bartels für die Verbreitung des schmalen plattdeutschen Bühnenwerks ein. Bartels Ästhetische Würdigung erschien bereits 1907 und "sicherte den Dramen die Aufmerksamkeit einer größeren ... Öffentlichkeit. Stavenhagens Schauspiele seien "verheißende Ansätze", so Bartels, "die uns den Mut geben, für seinesgleichen das deutsche Theater ... zu reinigen.

## Denkmal

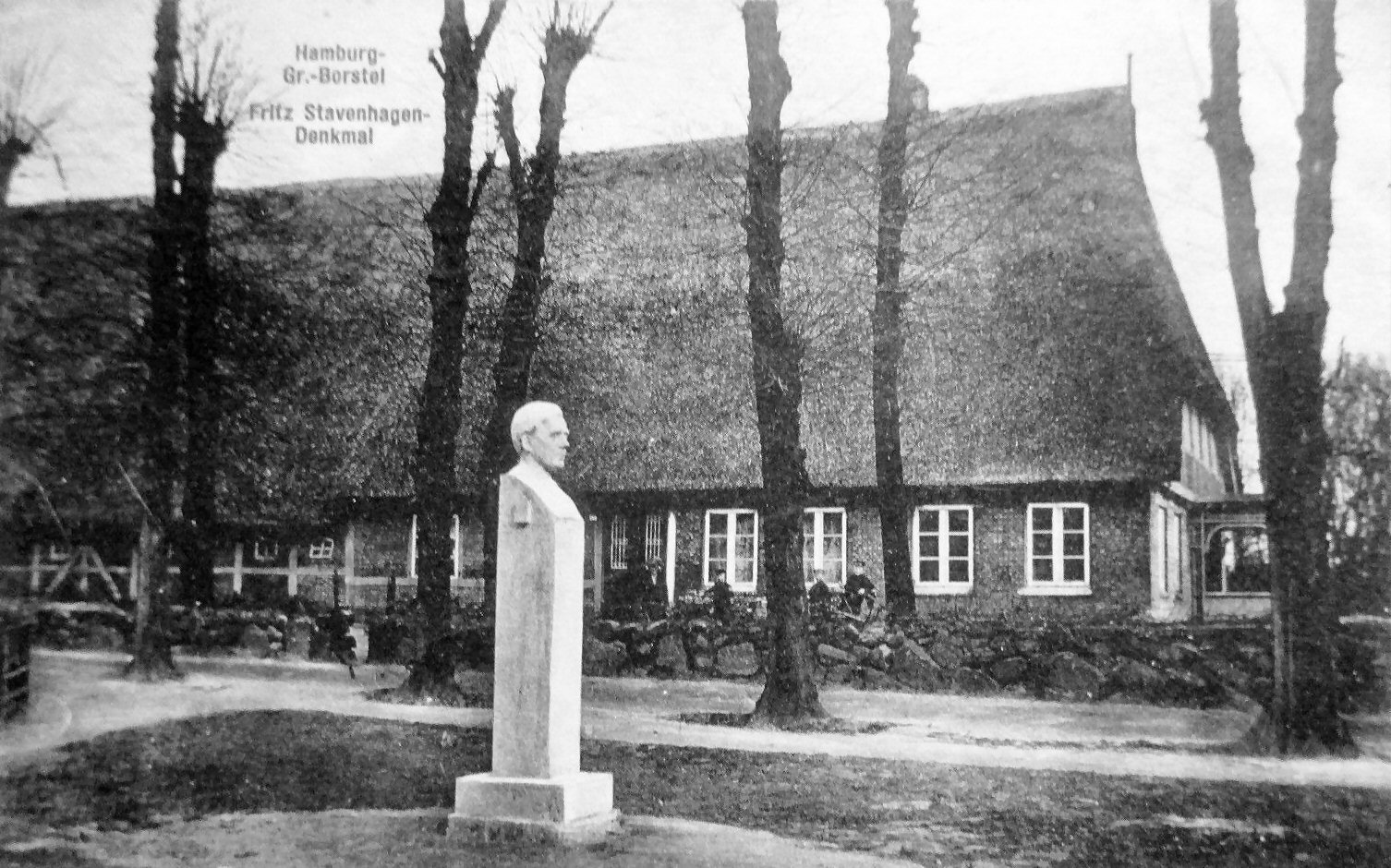
Fritz Stavenhagen-Denkmal, von Hermann Georg Haas in Groß Borstel

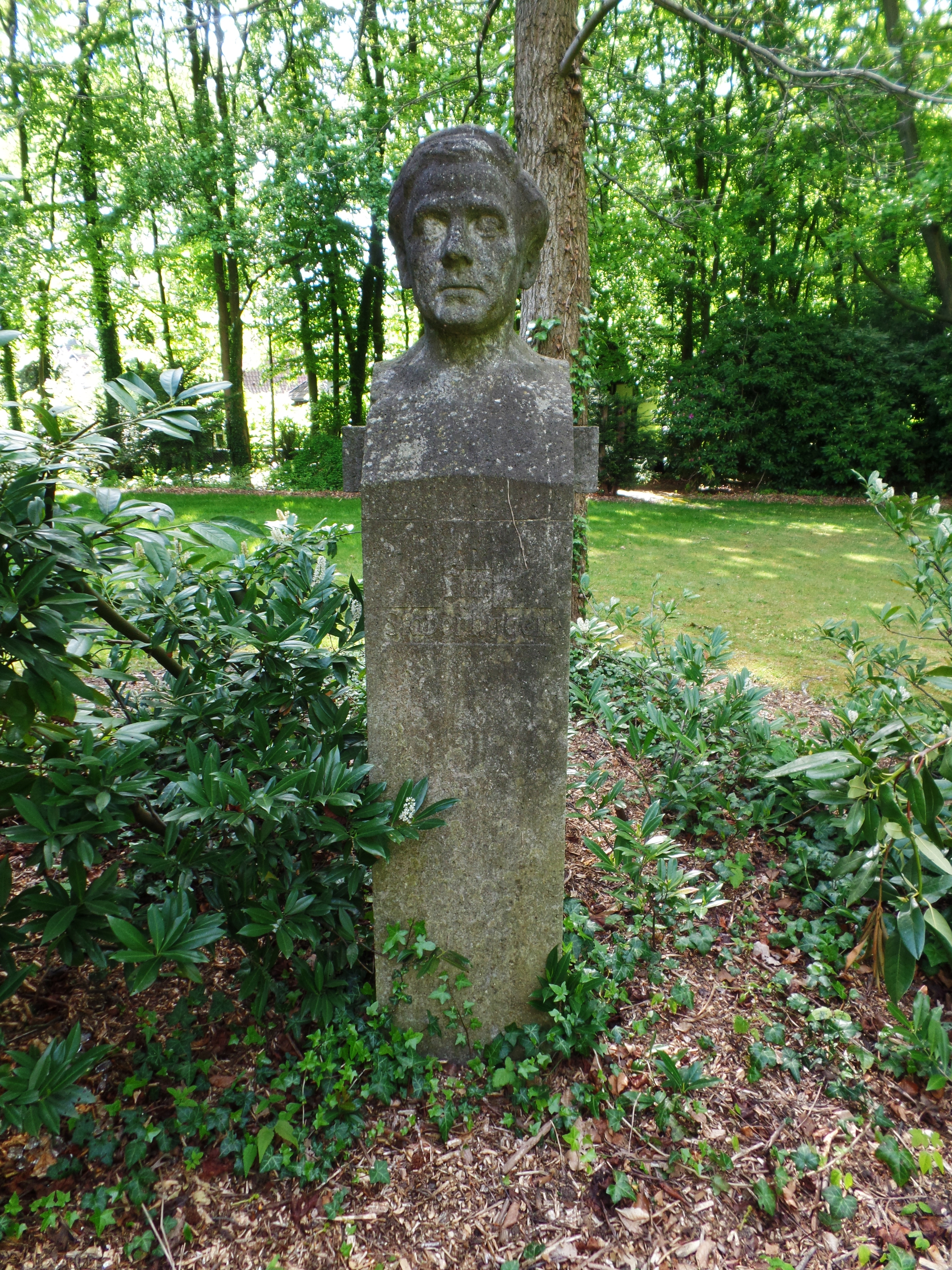
Fritz Stavenhagen-Denkmal, von Hermann Georg Haas

In Groß Borstel (seit 1913 Stadtteil von Hamburg) wurde eine Herme des Schriftstellers Fritz Stavenhagen errichtet, die der Bildhauer Hermann Georg Haas (1864–1912) im Jahre 1910 schuf. Sie steht heute beim Stavenhagenhaus, das 1962 nach ihm benannt wurde.

## Künstlerisches Erbe
Mit Stavenhagen sind auch der in den 1930er-Jahren vergebene Stavenhagen-Preis des Niedersächsischen Bühnenbundes und der von 1959 bis 1982 verliehene Fritz-Stavenhagen-Preis der Alfred Toepfer Stiftung F. V. S. zu Hamburg verbunden.

## Künstlerisches Schaffen
Stavenhagens bedeutendstes Werk, das Theaterstück Mudder Mews (1904) wurde gelegentlich mit den naturalistischen Dramen eines Gerhart Hauptmann, der Hausdichter am Deutschen Theater war, verglichen. Das Stück gehört bis heute, teilweise in Bearbeitungen – z. B. durch Günther Siegmund –, zum "klassischen" Repertoire niederdeutscher Bühnen.
De dütsche Michel (1905), eine Bauernkomödie, spielt zur Zeit der Leibeigenschaft in Mecklenburg. (Siehe auch: Deutscher Michel)
Stavenhagens erzählerisches Œuvre ist, wie das dramatische Werk, sowohl vom Naturalismus als auch von der Heimatkunst beeinflusst, wie die 1904 erschienene Skizzen- und Geschichtensammlung Grau und Golden erkennen lässt.

## Werke
- Grau und Golden. Hamburger Geschichten und Skizzen, 1904 (online – Internet Archive)
- Der Lotse. Hamburger Drama in einem Akt, 1904
- Mudder Mews. Niederdeutsches Drama in 5 Akten, 1904 (online – Internet Archive)[5]
- Jürgen Piepers. Niederdeutsches Volksstück in 5 Akten, 1905 (online – Internet Archive)
- De dütsche Michel. Niederdeutsche Bauernkomödie in 5 Akten, 1905 (online – Internet Archive)
- De ruge Hoff. Niederdeutsche Bauern-Komödie in 5 Akten, 1906

## Hörspiele
- 1924: CMudder Mews. Niederdeutsches Drama in fünf Akten – Regie: Nicht angegeben
- 1925: CMudder Mews. Niederdeutsches Drama in fünf Akten – Regie: Hans Böttcher (2 Ausstrahlungen)
- 1925: Jürgen Piepers. Niederdeutsches Volksstück in 5 Akten – Regie: Hans Böttcher (2 Ausstrahlungen)
- 1926: Jürgen Piepers. Niederdeutsches Volksstück in 5 Akten – Regie: Hans Böttcher
- 1926: CMudder Mews. Niederdeutsches Drama in fünf Akten – Regie: Nicht angegeben
- 1927: Der Lotse. Drama in einem Akt – Regie: Nicht angegeben (NORAG (Hamburg))
- 1927: Mudder Mews. Niederdeutsches Schauspiel in fünf Akten – Regie: Hans Böttcher (Gastspiel der Niederdeutschen Noragbühne Hamburgbeim Südwestdeutschen Rundfunkdienst AG in Frankfurt am Main)
- 1927: Der Lotse. Drama in 1 Akt – Regie: Karl Wilhelm Bink (ORAG (Königsberg))
- 1928: Gastspiel der Niederdeutschen Bühne in Kiel: De ruge Hoff. Niederdeutsche Bauernkomödie in fünf Akten – Regie: Otto Mensing (NORAG)
- 1950: Mudder Mews – Regie: Hans Freundt
- 1951: Mudder Mews – Regie: Eberhard Freudenberg
- 1951: De dütsche Michel – Regie: Hans Freundt
- 1956: De Lots – Regie: Günter Jansen
- 1956: De ruge Hoff – Regie: Hans Tügel
- 1956: De dütsche Michel – Regie: Eberhard Freudenberg
- 1957: Jürgen Piepers – Regie: Eberhard Freudenberg
- 1960: De ruge Hoff – Regie: Eberhard Freudenberg
- 1985: Mudder Mews – Bearbeitung und Regie: Jochen Schütt

### Hörspiel über Fritz Stavenhagen
Im Jahre 1956 produzierte der NDR ein Mundart-Hörspiel von Albert Mähl unter dem Titel:
Fritz Stavenhagen – Eine Hörfolge über Werk und Leben des ersten niederdeutschen Dramatikers neuerer Zeit zur 50. Wiederkehr seines Todestages am 9. Mai 1956 mit Proben aus "Der Lotse", "Mudder Mews" und "De dütsche Michel".
Unter der Regie von Hans Tügel sprachen u. a.:
- Hartwig Sievers: 1. Sprecher
- Günther Siegmund: 2. Sprecher
- Otto Lüthje: Brenner, Lotse – Der Lotse
- Heidi Kabel: Mine, seine Frau – Der Lotse
- Aline Bußmann: Mudder Mews – Mudder Mews
- Heinz Lanker: Willem – Mudder Mews
- Heinz Klevenow: Graf Maling – De dütsche Michel
- Walter Klam: Von Maltzahn – De dütsche Michel
- Georg Pahl: Mattens – De dütsche Michel
- Hilde Sicks: Ivanak, Tochter von Plessens – De dütsche Michel

Die Erstsendung erfolgte am 7. Mai 1956. Die Abspieldauer beträgt 60'00 Minuten. Das Tondokument ist noch erhalten.